# Khaybar KH 2002
Khaybar KH 2002 — іранський автомат, виконаний за схемою компонування буллпап на основі DIO S-5,56, котрий в свою чергу є копією американського автомата M16. За виключенням змін в спусковому механізмі, викликаних схемою компонування, автоматика KH 2002 повністю повторює автоматику M16A1. KH 2002 відрізняється незручним розположенням запобіжника-переводчика режимів стрільби, а також, труднощами у використанні автомата лівшами. Зброя доукомплектовується складними сошками, до неї, також, можна прикріплювати багнет. Існує три варіанти автомата, які відрізняються лише довжиною ствола.